# Рупрехт 7
Рупрехт 7 — рассеянное звёздное скопление в созвездии Большого Пса. Также рядом с ним обнаружена галактика имеющая название 2MASS J06574064-1311151.